# Direzione generale per la cooperazione allo sviluppo
La Direzione generale per la cooperazione allo sviluppo è l'organo del Ministero degli affari esteri e della cooperazione internazionale che si occupa di definire gli obiettivi, la priorità e gli indirizzi strategici degli interventi di cooperazione allo sviluppo, di valutarne gli impatti e di verificare il raggiungimento degli scopi prefissati.
Inoltre, rappresenta l'Italia nelle sedi internazionali deputate alle politiche di cooperazione, sovrintende all'erogazione di contributi statali alle ONG ed agli interventi di emergenza umanitaria.

## Storia

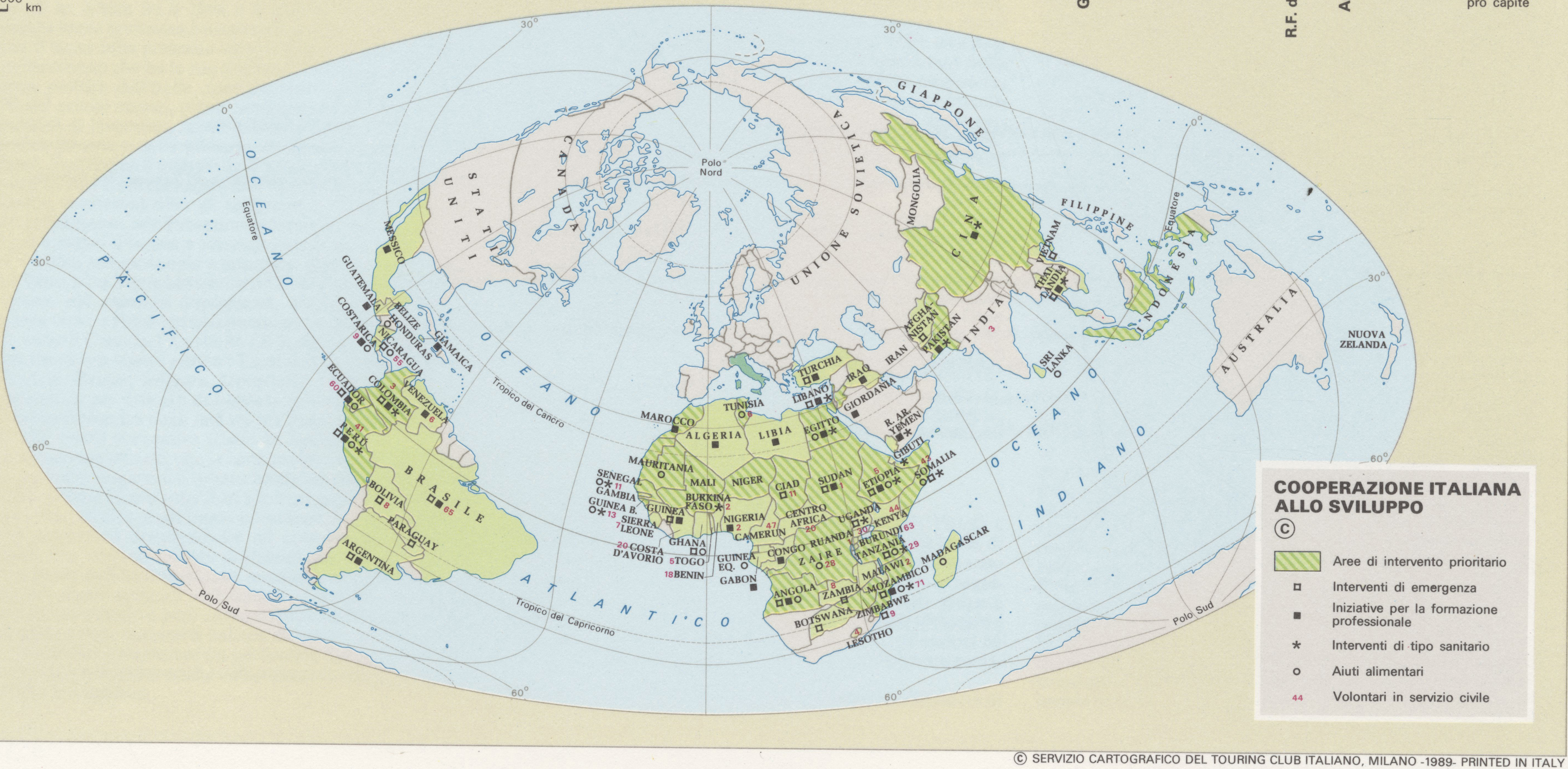
Cooperazione allo sviluppo italiana negli anni 1980

La Direzione generale viene istituita dall'articolo 10 della Legge 49/87 che riunificava in un unico soggetto le attività svolte dal "Dipartimento per la cooperazione allo sviluppo", nato nel 1979, e dal "Fondo aiuti italiani", costituito nel 1985 con una dote di 1900 miliardi di lire allo scopo di assicurare "la sopravvivenza di almeno tre milioni di persone minacciate dalla fame, dalla denutrizione, dal sottosviluppo" nell'Africa subsahariana. In un solo anno erano stati utilizzati già oltre 300 miliardi per vari paesi del terzo mondo.
Nel 1994 è stata istituita una commissione parlamentare d'inchiesta sull'attuazione della politica di cooperazione con i paesi in via di sviluppo (legge 17 gennaio 1994, n. 46, prorogata dalla legge 6 novembre 1995, n. 465), a seguito di episodi di mala gestio, arrivando a coniare il neologismo malacooperazione, riconosciuto dalla Treccani, con sperpero di fondi pubblici; tuttavia, tutte le inchieste giudiziarie si sono concluse con archiviazioni ed assoluzioni a carico degli imputati. Essa aveva il compito di accertare le modalità di gestione dei fondi pubblici destinati alla cooperazione e allo sviluppo, di indicare in una relazione presentata alle Camere le possibili modifiche legislative e regolamentari per una corretta gestione e un più efficace controllo nell'uso dei fondi per la cooperazione e lo sviluppo, e di accertare altresì i criteri e le modalità di intervento degli organismi finanziari operanti nell'ambito della cooperazione e lo sviluppo. La Commissione, composta da venti senatori e venti deputati, è stata presieduta dal senatore Carmine Mensorio, dimessosi il 27 luglio 1995, e successivamente dall'onorevole Fiorello Provera, eletto il 13 settembre 1995.

### La riforma del 2014
Dal 1987 al 2014, il Ministero ha gestito tutte le fasi degli interventi di cooperazione allo sviluppo, dalla definizione delle politiche alla loro esecuzione.
Con al Legge 125/2014 la Cooperazione Italiana allo sviluppo è stata profondamente riformata: l'attuazione tecnico operativa degli interventi è stata demandata in via esclusiva alla neonata Agenzia italiana per la cooperazione allo sviluppo, alle dipendenze del Ministero degli Affari Esteri e della Cooperazione Internazionale.
Sono rimaste alla DGCS tutte le attività relative alla definizione degli obiettivi strategici della cooperazione, stabilendo la priorità degli interventi e partecipando al Comitato Congiunto, organo presieduto dal Ministero degli Affari Esteri e che autorizza gli interventi di cooperazione superiori a 2 milioni di euro; inoltre, emana le direttive all'AICS su cui esercita vigilanza, indirizzo e valutazione, rappresenta l'Italia a livello politico nelle sedi internazionali, coordina le azioni dei soggetti italiani attivi nel settore, gestisce i rapporti con le ONG e i contributi statali a loro concessi.

## Struttura
- Ufficio I - Politiche di cooperazione allo sviluppo nell’ambito dell’Unione Europea
- Ufficio II - Indirizzo e programmazione della cooperazione allo sviluppo
- Ufficio III - Valutazione degli interventi e vigilanza sull’Agenzia Italiana per la Cooperazione allo Sviluppo
- Ufficio IV - Politiche di cooperazione allo sviluppo in Africa
- Ufficio V - Politiche di cooperazione allo sviluppo in Medio Oriente, Europa, Asia e America Latina
- Ufficio VI - Interventi di emergenza e questioni umanitarie
- Unità per la Strategia, i processi globali e le organizzazioni internazionali